# Millbourne (Metro de Filadelfia)
Millbourne (anteriormente 66th Street) es una estación de ferrocarril en la línea Market–Frankford del Metro de Filadelfia. La estación se encuentra localizada en Wister Drive & la Avenida Millbourne en Millbourne, Pensilvania. La estación Millbourne fue inaugurada el 16 de junio de 2008. La Autoridad de Transporte del Sureste de Pensilvania (por sus siglas en inglés SEPTA) es la encargada por el mantenimiento y administración de la estación.

## Descripción y servicios
La estación Millbourne cuenta con 2 laterales y 2 vías. La estación cuenta con el servicio de los trenes B operan entre las 7:00 a. m. a 9:00 a. m., y de 4:30 p. m. a 5:30 p. m. desde Frankford Transportation Center y 69th Street Transportation Center.

## Conexiones
La estación es abastecida por las siguientes conexiones: 
- Rutas de autobuses SEPTA: ninguna